# Neoscirula makilingica
Neoscirula makilingica är en spindeldjursart som beskrevs av Corpuz-Raros 1996. Neoscirula makilingica ingår i släktet Neoscirula och familjen Cunaxidae. Inga underarter finns listade i Catalogue of Life.